# 別府節弥
別府 節彌（べっぷ せつや、1904年3月4日 - 1992年5月17日）は日本の外交官。初代ダブリン総領事。初代ラオス駐箚特命全権大使。元バチカン駐箚特命全権大使。
別名、別府清。

## 経歴
- 高知県出身[1]
- 1921年 第一高等学校卒業
- 1924年 10月 文官高等試験外交科合格[2]
- 1926年 東京帝国大学法学部卒業[3]
- 1926年3月 外務省入省（イギリス書記生）[4]
- 1927年12月 在ロンドン 領事官舗[5]
- 1929年4月 在ベルギー 外交官舗[6]
- 1931年6月 兼 亜細亜局第一課[7]
- 1932年8月25日 清から節彌に改名[8]
- 1933年5月 亜細亜局第一課 外務事務官[9]
- 1933年12月 在中華民国 上海公使館三等書記官[10]
- 1935年5月在中華民国大使館三等書記官[11]
- 1935年12月 兼 欧亜局第二課[12]
- 1936年3月 文化事業部第一課 外務事務官[13]
- 1939年 1月 在リバプール領事[14]
- 1940年 1月 スイス公使館二等書記官（ノルウェー・デンマーク兼勤）[15]
- 1940年 6月 イギリス大使館二等書記官兼領事（在リバプール）[16]
- 1940年 12月 イギリス大使館一等書記官兼領事[17]
- 1942年 1月 スイス公使館一等書記官（ダブリン出張駐在）
- 1943年 5月 ダブリン総領事[18]
- 1948年 帰朝
- 1959年 駐ラオス日本大使
- 1962年 駐バチカン日本大使
- 1965年 5月 日本国際問題研究所 理事長 （1968年 4月まで）[19]
- 1992年5月17日 心筋梗塞のため死去[1]

## 栄典
- 1927年12月 従七位[20]
- 1929年10月 正七位[21]
- 1930年6月 ベルギー国 クーロンヌ勲章（シュヴァリエ）[22][23]
- 従六位[11]
- 勲六等[13]
- 1938年2月 正六位[24]
- 勲五等[15]
- 1941年2月 従五位[25]
- 正五位
- 1974年 勲二等旭日重光章[1]

## 戦時中・敗戦後のダブリン総領事
1941年の開戦に先立つ1940年、英国のリバプール領事であった別府は、イースター蜂起をきっかけに英国から分離していたアイルランドに民家を借りて領事館を開設し、早くから日本とアイルランドの関係深化に努めた。第二次世界大戦中、中立国であったアイルランドでは諜報合戦が繰り広げられており、日本側はわずかな人員（領事と副領事のみ）であったにもかかわらず、十分に機能したというのは別府の功績によるものが大きい。当時アイルランドは英国と敵対しており、1942年2月15日に英国軍が日本軍に降伏したシンガポール陥落の際には、反英活動のリーダーであったトム・マリンズが食料を提供し、駐ダブリン日本領事館にて祝賀会が行われたという。
終戦時の調整においても別府は重要な役割を果たしており、1945年8月8日にジョセフ・グルー米国務長官代理の「日本人が意図すれば戦争は明日にも終わる」との発言をブレナン駐アイルランド米国大使から聞き出して外務省へ報告し、引き続いて10日にはアイルランド外務次官より、グルー国務長官代理が「皇室存続の日本の要求を米英は受け入れる」との見解を示しているという情報を入手し日本へ打電している。この「国体護持の確証」が14日の御前会議の聖断の根拠の一つとなった可能性があるとされている。これらのやり取りの電報は英国政府暗号学校により傍受解読されており、国立公文書館に保管されている。

敗戦後、別府は領事館内の資産や文書の引き渡しを求める連合国側に対して、アイルランド政府の陰からのサポートを受けながら、機密文書を処分する等の抵抗を三年間続け、1948年の帰国後にSCAPに拘束された。　司馬遼太郎は『街道をゆく　愛蘭土（アイルランド）紀行ＩＩ』で別府のことを「大戦下の籠城者」と表現した。

## 親族
- 妻 清
- 義兄 成瀬俊介（外交官 イラン臨時代理公使 殉職）[31][32][33]

## 著書・翻訳書
- 国際連合安保理事会における論議の若干点[34]
- ワールド・ライブラリー「アイルランド」, ジョー・マッカーシー著, （別府節弥 訳）, 1965年
- 東南アジア開発選書, 別府節弥 著, 鹿島研究所出版会, 1967年
- ニクソン - 政治家としての横顔, スティーブン・ヘス 著, （別府節弥 訳）, 1969年
- 悲劇の起源 - ベトナム戦争の歴史的背景, パトリック・ハネー 著, （別府節弥 訳）, 1969年
- 「ずぼんをぬいだ」国民, タイム編集部（編集）, （別府節弥 訳）, 1969年
- 法秩序を造反, エーブ・フォータス 著, （別府節弥 訳）, 1970年